# لیویو تراپه
لیویو تراپه (ایتالیایی: Livio Trapè؛ زادهٔ ۲۶ مهٔ ۱۹۳۷) دوچرخه‌سوار اهل ایتالیا است.
وی در مسابقات کشوری و بین‌المللی در مجموع برندهٔ ۱ مدال طلا، ۱ مدال نقره شده‌است.